# Khloé Kardashian
Khloé Alexandra Kardashian (Los Angeles, 27 giugno 1984) è un personaggio televisivo, socialite e conduttrice televisiva statunitense.
È diventata famosa grazie alla sua partecipazione al reality show Al passo con i Kardashian e i relativi spin-off nei quali è protagonista insieme alla sua famiglia.

## Biografia
Khloé è nata nel 1984 a Los Angeles, in California, ed è la terza figlia di Robert Kardashian (famoso avvocato deceduto nel 2003) e dell'imprenditrice Kris Jenner. Di origini armene da parte di padre e scozzesi-irlandesi da parte di madre, ha due sorelle maggiori, Kourtney Kardashian e Kim Kardashian, un fratello minore, Rob Kardashian, e due sorelle minori da parte di madre, Kendall Jenner e Kylie Jenner (nate dal secondo matrimonio della madre con l'atleta olimpico Caitlyn Jenner).
Il 2 marzo 2007 Khloé viene arrestata per guida in stato di ebbrezza. Il 18 luglio 2009 entra in prigione, per non aver rispettato i termini della libertà vigilata, con una condanna di 30 giorni, ma dopo 2 ore viene rilasciata dal carcere per sovraffollamento.
Nell'ottobre 2022, Kardashian ha rivelato di essersi fatta rimuovere un tumore "raro" dal viso, avendo inizialmente pensato che fosse un brufolo. In precedenza aveva subito un'operazione per rimuovere il melanoma quando aveva 19 anni.

### Relazioni amorose
Il 27 settembre 2009 sposa Lamar Odom, giocatore dei Los Angeles Lakers. Nel 2016 ottiene il divorzio da Lamar Odom e si fidanza con il cestista Tristan Thompson. Il 12 aprile 2018 nasce la loro figlia True Thompson.
Nel 2021, dopo una relazione altalenante e numerosi tradimenti, si separa da quest’ultimo. Il 28 luglio 2022 nasce il suo secondo figlio, Tatum Robert, avuto con Thompson tramite madre surrogata.

### Carriera
Khloé ottiene la popolarità a partire dal 2007 quando, insieme alla sua famiglia, diventa protagonista del reality show Al passo con i Kardashian. Dato il successo del programma vengono realizzati altri reality show sulla famiglia Kardashian, di cui due con protagonista Khloé Le sorelle Kardashian a Miami (insieme a Kourtney) e Khloé & Lamar (insieme a Lamar). Inoltre Khloé partecipa anche ad alcuni episodi di Le sorelle Kardashian a New York che vede protagoniste Kourtney e Kim. Oltre agli impegni televisivi con la famiglia, Khloé nel 2009 partecipa come concorrente al reality show di Donald Trump The Celebrity Apprentice e recita insieme alla sorella Kim nel primo episodio della terza stagione della serie televisiva 90210.
In contemporanea alla carriera televisiva, Khloé avvia anche una carriera come imprenditrice e stilista. Infatti, insieme alle sorelle Kourtney e Kim apre a Los Angeles, Miami e New York, una catena di boutique dal nome D-A-S-H. Inoltre, nella primavera del 2010 insieme alle sorelle lancia la prima linea di abbigliamento per bambini e a settembre del 2011 lancia una linea di abiti dal nome K-Dash. Il 25 novembre 2011 le Kardashian lanciano la linea di smalti Nicole, Kardashian Kolors. Invece insieme al marito, Khloé crea una fragranza unisex chiamata Unbreakable. Il 18 ottobre 2016 lancia una linea di jeans per donne curvy, fondata in cooperazione di Emma Grede, chiamata Good American. 
Il 23 novembre 2010 è uscito il primo libro autobiografico, Kardashian Konfidential, scritto con Kourtney e Kim; e il 1º novembre 2011 è uscito il primo romanzo, sempre scritto con le sorelle, intitolato Dollhouse. Nel 2012 Forbes inserisce Khloé alla posizione numero 73 della lista delle cento celebrità più potenti al mondo e alla 5ª posizione della classifica delle donne più pagate della televisione, con 11 milioni di dollari guadagnati negli ultimi 12 mesi. Nel 2012 conduce insieme a Mario Lopez la seconda edizione della versione statunitense del talent show The X Factor.

## Filmografia

### Reality show
- Al passo con i Kardashian (2007- 2021)
- The Celebrity Apprentice (2009) - concorrente
- Le sorelle Kardashian a Miami (2009 - 2010)
- Khloé & Lamar (2011 - 2012)
- Revenge Body with Khloé Kardashian (2017 - in corso)
- The Kardashians – reality show (2022-in corso)

### Programmi televisivi
- MADtv (2008)
- Fashion Police (2010)
- The X Factor (2012)
- RuPaul's Drag Race (2014)

### Serie televisive
- 90210 (2010) - episodio 3x01, ruolo: se stessa